# Aron Grigorjewitsch Reschko
Aron Grigorjewitsch Reschko (russisch Арон Григорьевич Решко; * 8. November 1927; † 1985) war ein sowjetischer Schachspieler. Seit 1957 trug er den Titel Meister des Sports der UdSSR.

## Leben
Reschko blieb während der Belagerung Leningrads in der Stadt und spielte schon 1942 in der inoffiziellen Stadtmeisterschaft mit. 1944 gewann er die Leningrader Schülermeisterschaft. Im nächsten Jahr teilte er mit Tigran Petrosjan und Juri Wassiltschuk den ersten Platz bei der sowjetischen Jugendmeisterschaft. Sein bestes Resultat bei den Leningrader Meisterschaften war der vierte Platz 1957 hinter Viktor Kortschnoi, Semjon Furman und Alexander Tscherepkow. Vom Beruf war er Maschinenbauingenieur. In einem Bericht aus dem Jahr 1973 hieß es, er nehme sich für die Teilnahme an lokalen Turnieren niemals einen Tag frei und spiele immer nach der Arbeit.
In den Halbfinalen der UdSSR-Meisterschaft gelang es Reschko nicht, einen der vorderen Plätze zu belegen. 1957 wurde er in Kiew mit 10 Punkten aus 19 geteilter Achter, was ihm den Einzug in die Endrunde nicht ermöglichte, da nur die sechs besten Spieler qualifiziert waren. Immerhin schlug er als Einziger den Turniersieger Petrosjan. 1960 belegte Reschko hinter Boris Spasski den zweiten Platz bei der Meisterschaft der Sportvereinigung Trud in Kislowodsk. Mit Wodnik nahm er an den Mannschaftspokalen der Sportvereinigungen der UdSSR teil. Beim Freundschaftsspiel Leningrad gegen Budapest 1960 besiegte er Gyula Kluger mit 3:1, im folgenden Jahr holte er ein 2:2 gegen Károly Honfi.
Im Fernschach erzielte er einige Erfolge als Mannschaftsspieler. Mit der Leningrader Auswahl wurde er Zweiter in der III. (1970–1973), IV. (1973–1975, mit dem besten Ergebnis am zweiten Brett) und VI. (1978–1981) sowjetischen Mannschaftsmeisterschaft. In der V. Meisterschaft, die zwischen 1975 und 1978 ausgetragen wurde, gewann seine Mannschaft mit 100 Punkten aus 144 den Titel.
Seine beste historische Elo-Zahl betrug 2563 im Juni 1958.